# Joan Rigall i Casajuana
Joan Rigall i Casajuana (Manresa, 7 de desembre de 1889 - Barcelona, 11 de febrer de 1960) fou un músic, compositor i folklorista català.
Alumne de Rossend Serra i Pagès, destacat folklorista català, Rigall va recórrer la geografia catalana recollint, estudiant i divulgant les danses populars. Va recollir fins a 400 danses, conservades al seu arxiu personal. La seva idea era mantenir la recerca de les antigues coreografies de les danses i balls de Catalunya, catalogant-los i transcrivint les característiques de cada zona. Juntament amb Joan Amades i Gelats i Aureli Capmany i Farrés, fou un dels més destacats estudiosos de l'estudi contemporani dels costums, tradicions, cants i música popular catalana.
S'implicà molt amb l'associacionisme. L'any 1908 funda l'Esbart de Dansaires de l’Associació de Lectura Catalana, dissol l'any 1909. El mateix any fundà l'Esbart Folklore de Catalunya, relacionat amb la cultura tradicional i popular i espai de trobada d'amants de la vida social, associativa i cultural catalana, aplegant activitats com la música, el cant, la dansa, l'excursionisme i la poesia. Aquest fou un precedent per la resta de la seva trajectòria dins el món del folklore. Va ser director de l'Esbart Folklore fins a l'any 1923 que va deixar l’Esbart i el mateix any fundà l'Institut Folklore de Catalunya. L'any 1935 fou requerit per dirigir l'Esbart de Dansaires Montserrat i l'any 1946 va fundar a Barcelona l'Associació Excursionista d’Etnografia i Folklore (AEEF), de la qual va ser president durant molts anys, i a través de la qual, l'any 1948 s'inicià el “Boletín Circular” de l'AEEF, una revista bimensual on Rigall col·laborava habitualment amb diversos articles. Va realitzar moltes conferències sobre danses populars i sobre folklore.
En tant que compositor, va seu autor de dues sardanes, Collint roselles (1908) i Melangia (1927). Així mateix va ser dansaire de colla sardanista i jurat de concursos sardanístics.
El 1919 obtingué un premi als Jocs Florals de Cornellà de Llobregat amb Estudi critich de la tasca cultural dels Ateneus al Pla de Llobregat y ventatjes que d'ella's deriven per a les classes obreres